# Emilio Largo
Emilio Largo est un personnage de fiction de la série littéraire et cinématographique James Bond. Il est le principal ennemi de l'espion du MI6 dans Opération Tonnerre, aussi bien dans le roman original de Ian Fleming de 1961 que dans l'adaptation cinématographique de 1965.

## Biographie
Fleming le décrit comme un napolitain impitoyable du marché noir le plus rentable sur la scène du crime international. Largo est finalement devenu le numéro 2 de l'organisation criminelle internationale SPECTRE. Dans le film, Largo est aussi le chef des opérations d'extorsion de fonds. Dans le roman, Largo est le numéro 1 mais les numéros sont tournés chaque mois pour raison de sécurité, cependant on peut considérer Largo comme le successeur du véritable numéro 1, Ernst Stavro Blofeld, ainsi que le commandant suprême du Plan Oméga.
Dans le film Opération Tonnerre, il est incarné par l'acteur italien Adolfo Celi.
Les deux repaires de Largo sont situés aux Bahamas. Le premier est son domaine, appelé Palmyre, qui abrite une piscine géante remplie de requins ; Bond est plus tard jeté dans ce bassin, mais en réchappe. L'emplacement de cette maison de Nassau se trouve au point de coordonnées : 25 ° 4'25 "N 77 ° 26'32" W. Le second repaire est le yacht privé de Largo, le Disco Volante. Le yacht est un bateau hydroptère acheté avec des fonds du SPECTRE pour 200 000 £.
Pour Largo, l'échec est punissable de mort. Lorsque Quist, un des hommes de main de Largo, ne parvient pas à tuer Bond, Largo l'a fait jeter dans son bassin de requins. Largo a aussi peu de considération, même pour les plus proches de lui, allant jusqu'à tuer un de ses agents pour avoir réclamé une augmentation, et même torturer sa maîtresse, Domino, quand il découvre qu'elle l'a trahi.
L'un des hommes de main de Largo aide Domino à obtenir gratuitement ce qu'elle voulait faire avec Bond : tuer Largo. Lorsque Largo prend le dessus sur Bond, Domino lui tire dans le dos avec un fusil à harpon. Largo s'effondre sur les commandes des bombes atomiques. Bond, Domino et le bourreau repenti ont évacué le Disco Volante quelques secondes avant la collision du navire avec des roches et avant son explosion.

## Opération Tonnerre(roman)
Dans le roman, Émilio Largo est décrit comme le numéro 1 du SPECTRE et le leader international du Plan Oméga, qui vise à voler deux bombes atomiques à bord d'un avion de l'OTAN, avant de rançonner la Grande-Bretagne  et les États-Unis d'Amérique de 50 millions de livres Sterling chacun, faute de quoi les bombes seront lancées sur deux villes, l'une anglaise, l'autre américaine. 
Le Plan Oméga est alors lancé, et le pilote Giuseppe Petacchi, alors en couverture au sein de l'OTAN, est chargé du vol de l'avion de type V Bomber transportant les deux bombes. L'opération se déroule sans encombre, l'avion coulant en plein océan atlantique. Malgré le succès complet du vol des bombes, ainsi que le fait que la sœur de ce dernier soit sa propre maitresse, Émilio Largo tue Petacchi sans aucun remords.
Bond et plusieurs autres agents, parmi lesquels le mutilé Félix Leiter du CIA, sont dépêchés afin de retrouver la carcasse de l'avion et surtout sa cargaison. 007 est envoyé aux Bahamas, ou il rencontre Dominetta "Domino" Vitali, la fameuse maîtresse de Largo et sœur du défunt Petacchi, dont elle ignore le meurtre. En effet, sous le fallacieux prétexte d'une "chasse au trésor" organisée par le SPECTRE (dont celle-ci n'était pas membre), Largo maintint Domino à terre sur l'archipel des Bahamas au moment de la récupération des bombes. 
Peu après avoir découvert le destin de Petacchi, Bond en informe Domino, qui change alors de camp. Désormais au service de Bond, elle utilise un compteur Geiger fourni par lui afin de chercher à savoir si les bombes sont passées ou non sur le Disco Volante (et donc entre les mains de Largo, suspect no 1 du vol des bombes), et y auraient laissé des traces radioactives. Elle est récupérée par ce dernier (qui ignore son changement d'allégeance) à bord du Disco Volante alors en escale à Nassau, et lance sa mission, mais est repérée par les sbires de Largo, qui en informent ce dernier. Domino est torturée.
Bond et Leiter confirment les soupçons du MI6 et de la CIA sur Largo, et ce dernier, désormais conscient d'être suspecté par l'Angleterre et les États-Unis, fait accélérer les opérations du Plan Oméga. Il fait déplacer les bombes et les arme à bord du Disco Volante en vue de les faire exploser sur la métropole occidentale la plus proche : Miami. 
Poursuivi par le sous-marin américain USS Manta, Largo déploie ses hommes afin d'arrêter les soldats envoyés pour intercepter le Disco Volante et sa précieuse cargaison. Bond parvient à monter à bord, ainsi que Petacchi. Les deux s'en prennent à Largo afin d’accélérer la capture des bombes, les soldats américains ayant du mal à vaincre les agents du SPECTRE. Largo, alors confronté par Bond, l'attaque et tente de l'abattre. Il est en passe d'y parvenir quand il est tué, d'un tir de fusil à harpon dans le dos, par Domino, désireuse de venger son frère.

## Opération Tonnerre(film)
Initialement prévu pour être le premier film de la saga, Opération Tonnerre ne fut réalisé qu'après le succès record du précédent opus : Goldfinger (ce record en salles ne fut battu que par Skyfall, 48 ans plus tard) en raison de son cout de réalisation. Vendus par Ian Fleming à Kevin McClory, les droits d'adaptation du roman éponyme rendaient impossible toute adaptation par EON Productions. Ceux-ci ne purent faire le film qu'après avoir signé un accord avec ce dernier incluant comme clauses l'accord contractuel de l'adaptation du film par EON Productions et l'interdiction de produire une contre-adaptation en propre dans les 10 ans suivant la date de sortie en salles du film d'EON pour McClory ;  la mention de la parentalité du scénario envers McClory sur toutes les rééditions du scénario et de ses adaptations pour EON Productions. Cela permit à EON Productions de réutiliser le SPECTRE et son chef Ernst Stavro Blofeld tant que la clause continuait de tourner, ce qui permit aux 3 films suivants d'inclure l'organisme à la pieuvre et son leader.
Dans le film, le scénario subit quelques variations dues principalement au conflit juridique ayant opposé Kevin McClory (détenteur des droits sur le scénario et la plupart de ses scènes, notamment de la prémisse du vol des bombes atomiques) : les personnages du pilote de l'OTAN et de Domino, initialement italiens, deviennent français dans cette adaptation. La séquence pré-titre du film se déroule également en France, alors que Bond n'y met pas les pieds dans le roman.
Par ailleurs, le film voit le pilote de l'OTAN être tué par un agent du SPECTRE qui use de chirurgie esthétique afin de prendre son apparence, alors que dans le roman, le pilote de l'OTAN est dès le départ un agent double au service de l'organisme à la pieuvre, ce qui l'empêche d'apparaitre à Bond dans la clinique de Shrublands. Dans le film, Bond reconnait le pilote de l'OTAN sur une photo prise aux Bahamas, alors que cette attribution était due au hasard dans le roman. 
Ce dernier était encore dans l'avion quand il est tué par Largo, alors que dans le roman initial il est libéré par les sbires de ce dernier avant d'être tué sur le Disco Volante. 

## Jamais plus jamais
Largo apparaît aussi dans Jamais plus jamais, le remake non-produit par EON de 1983 d'Opération Tonnerre.  Dans ce film, il est toujours le second de Blofeld, mais son prénom Émilio est remplacé par Maximilian et il est incarné par l'acteur autrichien Klaus Maria Brandauer. Outre cela, le plus gros changement concernant Largo est l'emplacement de sa base d'opérations : la résidence aux Bahamas du film original devient une base militaire située dans la ville de Palmyre, en Syrie.